# 盖尔德斯海姆
盖尔德斯海姆是德国巴伐利亚州的一个市镇。总面积15.33平方公里，总人口2483人，其中男性1213人，女性1270人（2011年12月31日），人口密度162人/平方公里。